# Willi Ostermann (Fußballspieler)
Willi Ostermann (* 28. November 1920 in Warstein; † 28. Januar 2013) war ein deutscher Fußballspieler und -trainer.

## Karriere

### Anfänge in den unteren Ligen (bis 1950)
Ostermann wuchs in der westfälischen Stadt Warstein auf und schloss sich 1933 im Alter von 13 Jahren der Jugend des lokalen Fußballklubs TuS Warstein an.  Diesem blieb er anschließend bis ins Erwachsenenalter hinein treu. Ab 1941 konnte er dem Fußball nicht weiter nachgehen, da er in die Wehrmacht einberufen wurde und mit dieser am Feldzug gegen die Sowjetunion teilnehmen musste. Am 13. März 1942 wurde er nahe Moskau schwer verletzt und durchlief einen monatelangen Heilungsprozess. Im Mai 1945 geriet er in Rimini zunächst in amerikanische und wenig später in britische Kriegsgefangenschaft, ehe er im Oktober desselben Jahres nach Warstein zurückkehren konnte.
Kurz nach seiner Rückkehr nahm er das Fußballspielen bei seinem vormaligen Verein wieder auf, zog aber bereits 1946 zum Jurastudium nach Bonn. Infolgedessen schloss er sich nach kurzer Zeit dem Bonner FV an. In der Spielzeit 1949/50 spielte er mit dessen erster Mannschaft in der neugegründeten 2. Liga West. Letztere bildete den Unterbau zur Oberliga West, welche im damals noch regional organisierten Ligensystem die höchste Spielklasse darstellte. Am Ende dieser Spielzeit musste Bonn allerdings den Abstieg hinnehmen.

### Oberligajahre mit Meiderich (1950–1953)
Durch Hans Krämer, den er aus dem Studium kannte, geriet er in Kontakt mit dessen Klub Meidericher SV und wurde zur neuen Saison 1950/51 von diesem verpflichtet. Der damalige Zweitligist MSV zahlte für den 29-Jährigen eine verhältnismäßig hohe Ablösesumme von 3.000 DM. Bei Meiderich erhielt der Linksverteidiger ein monatliches Grundgehalt von 180 DM und war zunächst kein Stammspieler, kam aber dennoch relativ häufig zu Einsätzen und war somit am Oberligaaufstieg im Jahr 1951 beteiligt. Daran anschließend erreichte er sein Debüt in der höchsten Spielklasse, als er am 19. August 1951 bei einem 1:1 gegen Preußen Dellbrück auf dem Platz stand. Im weiteren Saisonverlauf besetzte er einen festen Platz in der ersten Elf und konnte sich mit den Meiderichern sofort in der Liga etablieren. Allerdings büßte er 1952/53 seinen Posten ein und wurde nur noch sporadisch aufgeboten. Im Sommer 1953 endete nach 32 Oberligapartien ohne Torerfolg sowie 11 Zweitligapartien mit zwei Treffern seine Zeit in Meiderich.

### Weiteres Wirken als Trainer (nach 1953)
Nach seinem Engagement in Meiderich blieb er dem Fußball treu, indem er sich für die Tätigkeit als Trainer entschied und unter den bekannten Trainern Dettmar Cramer sowie Hennes Weisweiler 1957 den A-Schein dafür erwarb. Bis 1962 war er wieder beim Bonner FV, bei dem er in einer Doppelfunktion als Spielertrainer wirkte. Anschließend trainierte er in der Zeit bis 1980 verschiedene Mannschaften aus der Umgebung von Bonn. Nach seinem Rückzug aus dem Fußball kehrte er 1983 in seine Heimat Warstein zurück. Er starb 2013 im Alter von 92 Jahren.